# Capitites dentiens
Capitites dentiens är en tvåvingeart som först beskrevs av Mario Bezzi 1924.  Capitites dentiens ingår i släktet Capitites och familjen borrflugor. Inga underarter finns listade.